# Ossa trium
Ossa trium (Kości trzech) – średniowieczny polski epigraf w języku łacińskim z pierwszej ćwierci XI w.
Epigraf, nazywany od incipitu Ossa trium, jest najstarszym znanym na ziemiach polskich tego rodzaju utworem oraz jednym z najstarszych zabytków piśmiennictwa polskiego. Został odkryty w 1959 w archikatedrze gnieźnieńskiej na uszkodzonej gipsowej płycie nagrobnej. Wiersz składa się z 4 wersów heksametrycznych, częściowo nieczytelnych z powodu spękań na płycie, oraz piątej linii z zachowaną tylko początkową literą "O", w której mogła być umieszczona data.
Według jednej z koncepcji w grobie mogli zostać pochowani trzej eremici (bracia polscy: Izaak, Mateusz, Krystyn) spośród Pięciu Braci Męczenników, zamordowanych w 1003 r. Bruno z Kwerfurtu w Żywocie Pięciu Braci Męczenników relacjonuje, że męczennicy zostali pochowani przez biskupa poznańskiego Ungera w kościele klasztornym (nazwa miejscowości nie jest wymieniona), możliwe jednak, że kości eremitów zostały przeniesione później do Gniezna. Jest też prawdopodobne, że to sam Brunon był autorem epigramatu. Jego twórczość dowodzi, że posługiwał się sprawnie łaciną, zaś w ówczesnej Polsce było niewiele innych osób mogących napisać wiersz łaciński. W takim przypadku epigraf mógł powstać w roku 1008 podczas ostatniego pobytu Brunona w Polsce.

## Tekst epigramu
Zachowany tekst:
OSSA TRIVM TVMVLO FRA...

MVNVS MILITIE, V.. DV..T...DV..

QVI LEGIS..MORTI, DIREP..

AC ANIMAS HORVM REGI..

O...A...
Tłumaczenie:
Kości trzech pochowanych braci [...],

którzy byli wojskowymi [...],

którzy zmarli śmiercią naturalną [...],

a dusze oddają królowi.